# Frans Beeldemaker
Frans Beeldemaker nebo také Francois Beeldemaker (18. ledna 1659 Dordrecht – 27. dubna 1728 Rotterdam) byl nizozemský malíř.

## Životopis
Podle Arnolda Houbrakena byl Frans Beeldemaker malířem z Haagu, který odcestoval do Říma. V Římě se připojil k uměleckému sdružení Bentvueghels. V tomto sdružení dostal každý člen přiléhavou přezdívku a Beeldemakerova přezdívka byla Aap (Opice).
Podle Jana van Goola, který pokračoval v Houbrakenově práci i po jeho smrti, byl Frans Beeldemaker synem Johannese Beeldemakera, malíře, který se specializoval na zobrazování scén lovu jelenů a kanců. Jeho mladší bratr Cornelis Beeldemaker se stal žákem Willema Doudijnse. Svou poněkud hanlivou přezdívku v Bentvueghels získal pro své nezdvořilé chování. Byl tak nepřátelský, že při volbě přezdívky kdosi zvolal: "Proč se dohadujeme o takovém lidoopovi?"

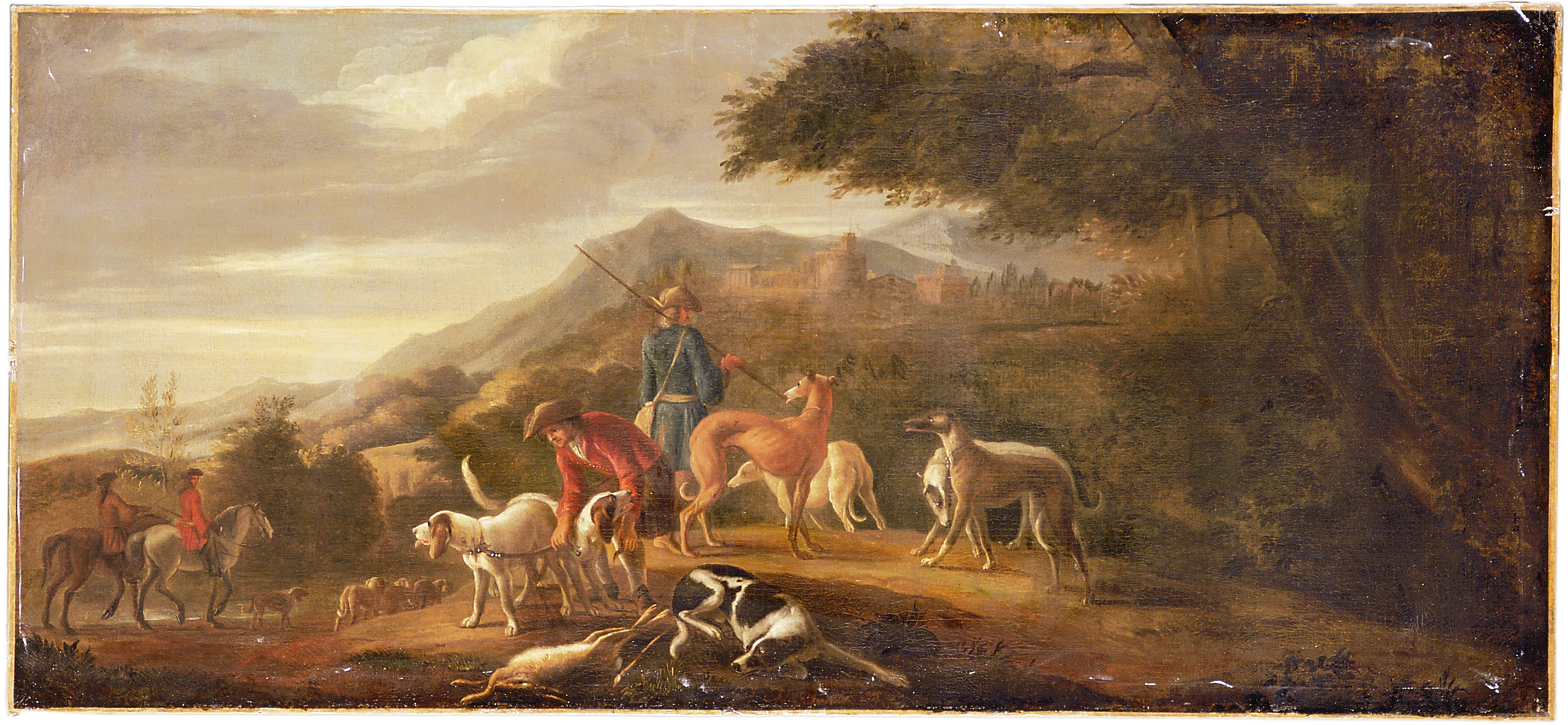
Lovecká scéna, mezi roky 1693–1694, Museum Rotterdam

Po návratu do Haagu roku 1687 se stal vyhledávaným malířem interiérů a vytvořil několik pozoruhodných maleb. Připojil se ke sdružení Confrerie Pictura, ale ani tam nebyl příliš populární a nikdo se jeho přezdívce Aap nedivil. Po návratu Augustina Terwestena z Říma v roce 1677 své zákazníky ztratil, neboť Terwesten pracoval podobným stylem, ale mnohem kvalitněji. Podle RKD se nejdříve učil malovat u svého otce, kterým byl Adriaen Cornelisz Beeldemaker (také známý jako Johannes). Jeho dalšími učiteli byli Willem Doudijns a Augustinus Terwesten.
20. dubna 1689 se v Rotterdamu oženil s Evou Stampioenovou (1665–1726). Byl otcem Gerarduse Beeldemakera a dědečkem malíře Françoa Beeldemakera II.